# Klaas Buchly
Nicolaas "Klaas" Buchly (Den Haag, 26 januari 1910 - Den Haag, 19 mei 1965) was een Nederlands wielrenner (zowel op de weg als op de baan) en ploegleider.

## Carrière
Hij deed in 1948 namens Nederland mee aan de Olympische Spelen in Londen. Samen met Tinus van Gelder deed hij mee aan de tandemsprint. Ze eindigden als vijfde.
Ze kwamen door de voorrondes heen en eindigden in de finale op de vijfde plek, gedeeld met de Verenigde Staten, Denemarken en België.
Buchly werd nooit een professioneel wielrenner en reed ook nooit voor een professionele wielerploeg of wist professionele koersen te winnen. Na zijn wielercarrière werd hij ploegleider, bij onder andere Televizier.
Klaas Buchly overleed in 1965 op 55-jarige leeftijd aan een hartaanval en is begraven op de begraafplaats Oud Eik en Duinen in Den Haag.